# Heal the World
«Heal the World» (с англ. — «Исцели мир») — песня американского автора-исполнителя Майкла Джексона. Пятый в США и шестой в остальном мире сингл из восьмого студийного альбома музыканта Dangerous. Был выпущен на лейбле Epic Records в ноябре 1992 года. Певец основал одноимённый благотворительный фонд — «Heal the World Foundation».
Композиция не имела успеха в чартах США и Канады. В Европе, напротив, «Heal the World» стала второй в Великобритании, Ирландии и Франции, уступив лишь «I Will Always Love You» в исполнении Уитни Хьюстон.
Антивоенный видеоклип на песню был снят Джо Питкой. Джексон не принимал участия в съёмках.

## История создания
Задумкой Джексона было написать композицию с социальным посылом, понятную всем слушателям, независимо от национальности, языка, культуры. Текст и идеи мелодии певец принёс в студию в 1989 году. Во вступлении «Heal the World» звучат голоса детей — музыкант попросил звукоинженера Мэтта Форджера записать детей, игравших на улице. Нетипично для Джексона было то, что и текст и музыка для этой композиции создавались одновременно.
На альбоме Dangerous песня играет роль тематической точки опоры: отталкиваясь от неё, музыкант уводит слушателя от шумных, запутанных, житейских треков к утопии.

## Релиз сингла, видеоклипа и реакция критиков
В феврале 1992 года Джексон объявил об открытии своего благотворительного фонда, названного в честь композиции — «Heal the World Foundation». Организация была официально основана в сентябре 1992 года. В конце ноября «Heal the World» была выпущена в качестве пятого в США и шестого в остальном мире сингла из восьмого студийного альбома музыканта Dangerous. В хит-парадах США и Канады композиция оказалась за пределами 20-ки. В Европе сингл, напротив, вошёл в пятёрки многих чартов, так он стал вторым в Великобритании, Ирландии и Франции, уступив лишь «I Will Always Love You» в исполнении Уитни Хьюстон.
Видеоклип был снят режиссёром Джо Питкой, который уже работал с Джексоном над «The Way You Make Me Feel» и «Dirty Diana». «Heal the World» — антивоенный ролик, демонстрирующий бедность и нищету детей в странах третьего мира, в частности в Бурунди. Певец не принимал участия в съёмках. Ролик вошёл в сборники видеоклипов: Video Greatest Hits – HIStory и Michael Jackson’s Vision.
Журналист Entertainment Weekly отметил, что голос Джексона в «Heal the World» звучит гораздо сильнее и чище, чем в остальных песнях альбома, поскольку в ней вокал не конкурирует с драм-машинами. При этом сама композиция показалась ему «приторнее», чем «We Are the World». Обозреватель Allmusic охарактеризовал её как песню «средней степени мягкости». Критик журнала Cashbox заметил, что Джексон внёс в композицию основополагающие элементы жанра нью-эйдж.

## Благотворительный фонд, наследие
В феврале 1992 года Джексон объявил об открытии своего благотворительного фонда, названного в честь композиции — «Heal the World Foundation». Организация была официально основана в сентябре 1992 года.
«Heal the World» не потеряла своей актуальности со временем, балладу исполняют в благотворительных целях или в память о жертвах терактов и катастроф. В 2020 году в разгар пандемии коронавируса на официальном канале Джексона на YouTube появилось видео «Heal the World (2020)» с призывом помогать нуждающимся в сложный период. В ролике содержатся съёмки из концертного выступления певца, сменяющиеся кадрами современного мира, борющегося с вирусной инфекцией.

## Концертные выступления
«Heal the World» исполнялась на мировых турах певца Dangerous World Tour (1992—93 гг.) и HIStory World Tour (1996—97 гг.). В январе 1993 года Джексон спел её на концерте в честь церемонии инаугурауции Билла Клинтона. Кроме того, «Heal the World» завершила выступление музыканта в перерыве финального матча кубка Super Bowl XXVII. В апреле 2002 года певец исполнил композицию на благотворительном концерте «A Night at the Apollo». В марте 2009 года песня вошла в первоначальный сет-лист несостоявшегося в связи со смертью музыканта тура This Is It. Официально концертное исполнение песни было выпущено на DVD Live in Bucharest: The Dangerous Tour.

## Список композиций синглов
- 7" (номер в каталоге Epic Records — 34-74708)[23]

| №  | Название         | Длительность |
| -- | ---------------- | ------------ |
| 1. | «Heal the World» | 4:31         |

| №  | Название             | Длительность |
| -- | -------------------- | ------------ |
| 2. | «She Drives Me Wild» | 3:41         |

- CS (номер в каталоге Epic Records — 658488 4)[23]

| №  | Название                             | Длительность |
| -- | ------------------------------------ | ------------ |
| 1. | «Prelude / Heal The World» (7" Edit) | 4:31         |
| 2. | «She Drives Me Wild»                 | 3:41         |

| №  | Название                             | Длительность |
| -- | ------------------------------------ | ------------ |
| 1. | «Prelude / Heal The World» (7" Edit) | 4:31         |
| 2. | «She Drives Me Wild»                 | 3:41         |

- CD (номер в каталоге Epic Records — 658488 1)[23]

| №  | Название                                                 | Длительность |
| -- | -------------------------------------------------------- | ------------ |
| 1. | «Heal The World»                                         | 4:32         |
| 2. | «She Drives Me Wild»                                     | 3:41         |
| 3. | «Wanna Be Startin’ Somethin’» (Brothers In Rhythm Remix) | 7:36         |

## Участники записи
| - Майкл Джексон — текст, музыка, вокал, бэк-вокал, аранжировка ритма, вокала - Брюс Свиден, Мэтт Форджер — запись и микширование - Криста Ларсон — заключительное вокальное соло - Эшли Фарелл — голос девочки - Марти Пейч — дирижёр, аранжировка оркестра | - Джон Бахлер и его хор — аранжировка хора - Дэвид Пейч, Брэд Баксер — клавишные - Майкл Боддикер, Дэвид Пейч, Стив Поркаро — синтезаторы - Джефф Поркаро — ударные - Брайан Лорен — перкуссия |

## Позиции в чартах и сертификации
| Чарт (1993)             | Высшая позиция |
| ----------------------- | -------------- |
| Австралия               | 20             |
| Австрия                 | 4              |
| Бельгия (Фландрия)      | 3              |
| Великобритания          | 2              |
| Германия                | 3              |
| Европа                  | 3              |
| Зимбабве                | 2              |
| Ирландия                | 2              |
| Канада                  | 21             |
| Нидерланды              | 4              |
| Новая Зеландия          | 3              |
| Норвегия                | 6              |
| Польша                  | 1              |
| США (Hot 100)           | 27             |
| США (R&B/Hip-Hop Songs) | 62             |
| Франция                 | 2              |
| Швейцария               | 5              |

| Страна                 | Сертификат |
| ---------------------- | ---------- |
| Франция (SNEP)         | Серебряный |
| Австралия (ARIA)       | Золотой    |
| Великобритания (BPI)   | Золотой    |
| Германия (BVMI)        | Золотой    |
| Италия (FIMI)          | Золотой    |
| Новая Зеландия (RIANZ) | Золотой    |
| Япония (RIAJ)          | Золотой    |